# Ava (nome)
Ava è un nome proprio di persona femminile, proprio di diverse lingue.

## Origine e diffusione
Il nome ha diverse possibili etimologie, ovvero esistono più nomi coincidenti provenienti da differenti culture:
- Nome tedesco, originariamente una forma abbreviata di altri nomi che iniziano con l'elemento germanico avi, di significato ignoto, forse "desiderata"[1] (nel qual caso ha la stessa etimologia di Avelina), "ringraziamento"[2] o "elfo" (quest'ultimo caso dal termine alf)[3]
- Nome inglese, variante di Eva[3][4]. Questo è il caso della nota attrice Ava Gardner[4].
- Nome italiano, attestato sia come ripresa di quello inglese, sia come variante del nome tipicamente cattolico Ave[2].
- Nome tipico iraniano, scritto in persiano آوا, che significa "voce", "suono", "chiamata"[3][5].

## Onomastico
L'onomastico si può festeggiare il 29 aprile in memoria di santa Ava di Denain, figlia di Pipino II di Aquitania, vissuta nel IX secolo il cui nome va ricondotto alla prima etimologia citata, quella germanica.

## Persone

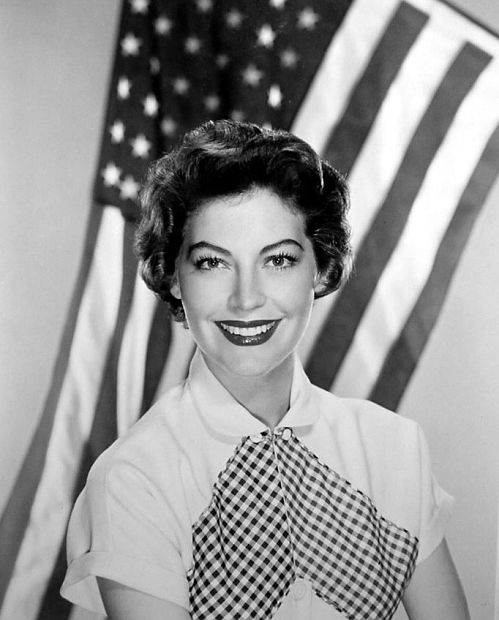
Ava Gardner

- Ava, poetessa austriaca
- Ava Gardner, attrice statunitense
- Ava Leigh, cantautrice britannica
- Ava DuVernay, regista statunitense
- Ava Max, cantante statunitense

## Il nome nelle arti
- Ava è un personaggio del fumetto omonimo di Massimo Cavezzali.
- Ava Moore è un personaggio della serie televisiva Nip/Tuck.
- Ava Peralta è un personaggio della soap opera Sentieri.
- Ava è il nome proprio dell'uccello protagonista della canzone October Song di Amy Winehouse.
- Ava Hessington è un personaggio della serie televisiva Suits.
- Ava è la protagonista del film Le cose impossibili di Ava.